# Georg Heinrich Deicke
Georg Heinrich Deicke (* 19. April 1765 in Hannover; † 28. Mai 1843 ebenda) war ein deutscher Kaufmann und Senator.

## Leben
Georg Heinrich Deicke entstammte einer Pastorenfamilie, möglicherweise um den gleichnamigen Diakon der Marktkirche. Er war der Oheim und Vormund von August Friedrich Pott, welcher ihm 1833 sein Werk Etymologische Forschungen auf dem Gebiete der indogermanischen Sprachen widmete.
Deicke begann in seiner Heimatstadt eine Lehre als Kaufmann und setzte diese ab 1790 in einer Papierhandlung in Hamburg fort. 1796 kehrte er nach Hannover zurück und erwarb dort das Bürgerrecht. So ausgestattet, konnte er einen eigenen Großhandel für Papier aufbauen. Schon ein Jahr später wurde Deicke 1797 in die Freimaurerloge Zum schwarzen Bär aufgenommen.
Während der sogenannten Franzosenzeit war Deicke von 1810 bis 1813 Mitglied des Munizipalrats. Während des Königreichs Hannover wurde er 1821 zum hannoverschen Bezirksverordneten gewählt und ab 1824 zum Senator der Stadt. 1833 gehörte er auch als Deputato Magistratus (Deputierter des Magistrats) der hannoverschen Schulcommission an, welche alle neu anzustellenden Lehrer prüfte und für den Schuldienst zuließ. Er setzte sich besonders für das Mädchenschulwesen in Hannover ein, weshalb ihm zu Ehren an der Stadttöchterschule in Hannover eine Büste mit seinem Bildnis aufgestellt wurde. Er engagierte sich bis zu seinem Tode in der Stadtpolitik. In seinem Engagement für die Stadt Hannover wurde der gesamte Stadtsenat (also auch Deike) 1841 wegen Beleidigung des Königlichen Kabinetts zu zehn Tagen Gefängnis und einer Geldstrafe verurteilt.
Georg Heinrich Deicke gilt als typisches Beispiel eines neuen Wirtschafts-Bürgertums während der Frühzeit der Industrialisierung. Seine bislang ungedruckten Lebenserinnerungen, die das Stadtarchiv Hannover verwahrt, gelten als „eine wertvolle Quelle“ für die Geschichte der Stadt Hannover während der ersten Hälfte des 19. Jahrhunderts.

## Ehrungen
- Goldene Verdienstmedaille des Prinzregent Georg[14]

## Schriften
- Georg Heinrich Deicke: Lebenserinnerungen (bisher unveröffentlicht), Hannover 1843; hinterlegt im Stadtarchiv Hannover unter der Signatur B 21893[1]